# Castell Mikó
El castell de Mikó (en romanès: Castelul Mikó; hongarès: Mikó-vár) és un castell fortificat de Miercurea Ciuc (Csíkszereda) (Romania). Es troba entre els monuments més importants de la ciutat i actualment alberga un museu etnogràfic dedicat al patrimoni de Székely.
Les obres del castell, que fa 75 m de llarg i 70 m d'amplada, van començar el 26 d'abril de 1623 i probablement es van acabar a la dècada de 1630. Per estil, s'assembla als castells de Iernut, Vințu de Jos i Lăzarea. Porta el nom de Ferenc Mikó (1585-1635), que va iniciar la construcció d'una dècada després de convertir-se en capità suprem de la Csíkszék (Ciuc), Gyergyószék (Gheorgheni) i Kászonszék (Casin) Székely seients, més tard es va fusionar en Csík Comtat. Els documents de l'època també s'hi refereixen com la «nova ciutadella de Mikó».
El primer document escrit que menciona la ciutadella data del 1631. Després de morir prematurament els hereus de Ferenc Mikó, la ciutadella va passar a poder de Tamás Damokos, jutge suprem de Csíkszék. El 21 d'octubre de 1661, tropes turques i tàtares dirigides per Ali, paixà otomà de la província de Temeşvar, van envair Csíkszereda, ocupar i incendiar la ciutadella. Va ser reconstruïda el 1714-16 sota les ordres del general dels Habsburg Stephan Steinville, com testimonia una inscripció de pedra sobre la porta d'entrada.
El 1735, l'enginyer i coronel austríac Johann Conrad Weiss va elaborar el pla del castell. Aquest és el pla més antic que es conserva de l'edifici. És important per a qui estudia tant la història com les etapes de construcció. Per a la ciutadella reconstruïda, els austríacs van dissenyar un sistema defensiu que implica quatre bastions d'estil italià, restes dels quals encara són visibles al costat sud. Al costat sud-oest, van construir un dipòsit de pólvora, mentre convertien el bastió sud en una capella. El sostre de la capella està decorat amb modest estuc, seguint un disseny barroc tardà. Més tard es van col·locar els marcs de les finestres gòtiques. Les habitacions de la planta baixa tenen sostres cilíndrics en forma de cúpula amb voltes d'engonal. Per sobre dels marcs de les finestres que hi ha alts i estrets, rectangulars troneres. El castell fortificat va tenir un important paper defensiu a la frontera oriental de l'Imperi dels Habsburg.
A mitjan segle xx, l'edifici va ser utilitzat per les tropes de diversos exèrcits. En particular, va servir de caserna per a les tropes dels Habsburg fins al 1764. Del 1764 al 1848 va ser la residència del comandant del 1r regiment de Székely de la frontera militar transsilvana, que formava part de la frontera militar. Durant la Revolució Transsilvana de 1848, que formava part de les Revolucions de 1848 a les zones dels Habsburg, va servir de seu de Sándor Gál, comandant de les forces revolucionàries de Székely. El 1970, després d'una profunda restauració, el Museu Ciuc Szekler, establert el 1930, es va instal·lar al castell. A més, part de la biblioteca del comtat de Kájoni János, que inclou una col·lecció de documents rars, opera al castell des del 1978. L'edifici està classificat com a monument històric pel Ministeri de Cultura i Afers Religiosos.

## Galeria

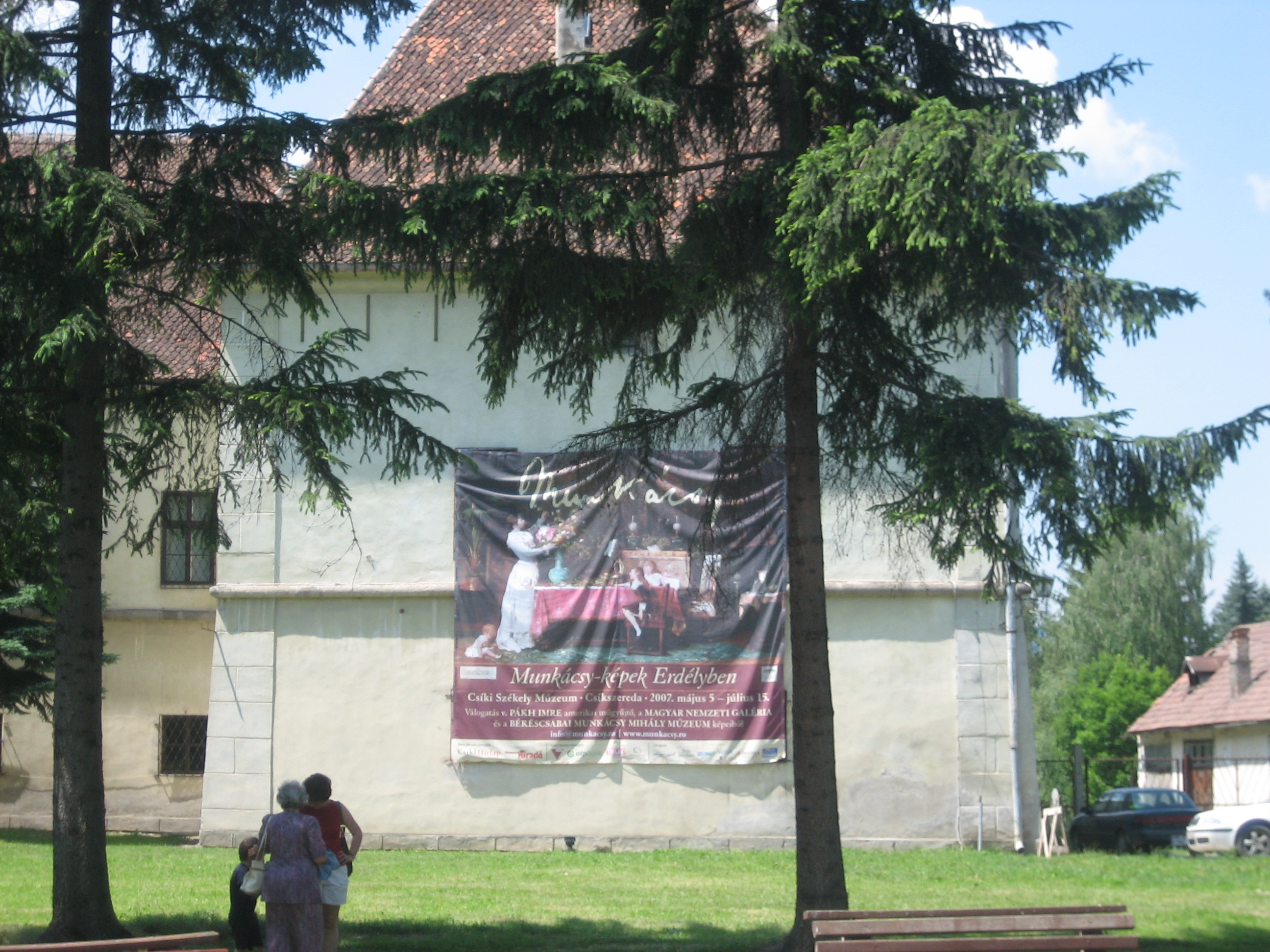
Bastió
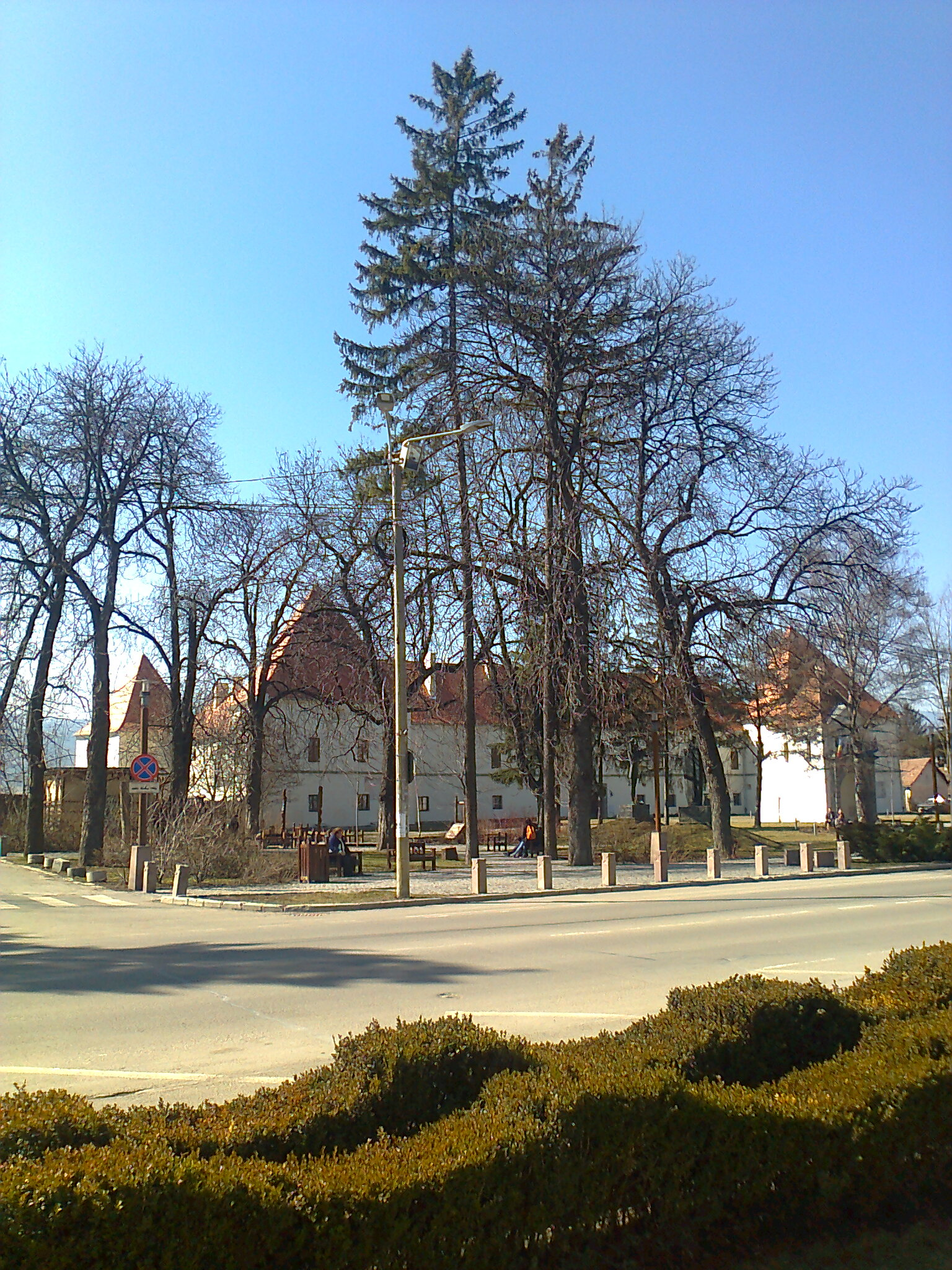
Panorama
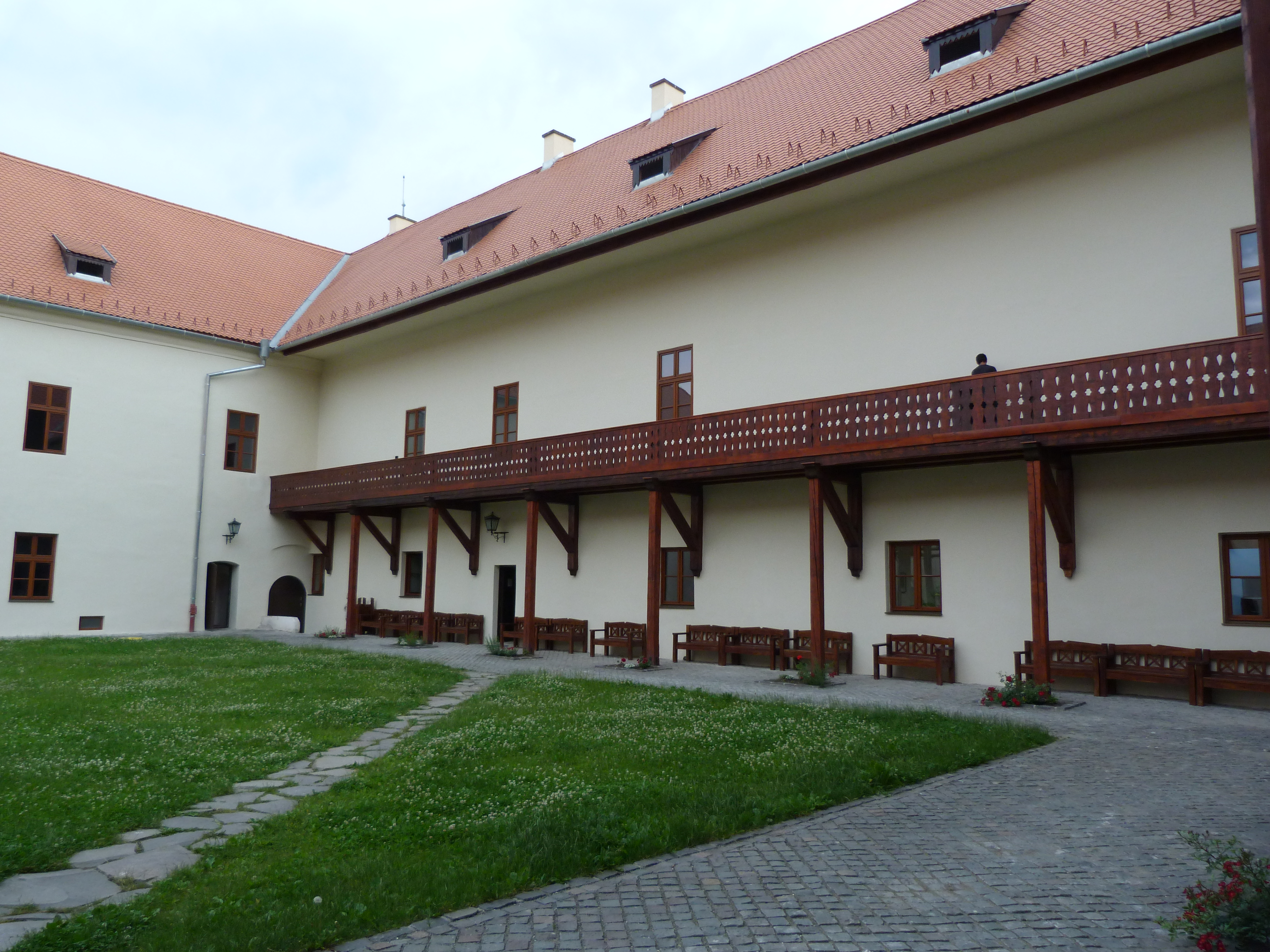
Dins del castell
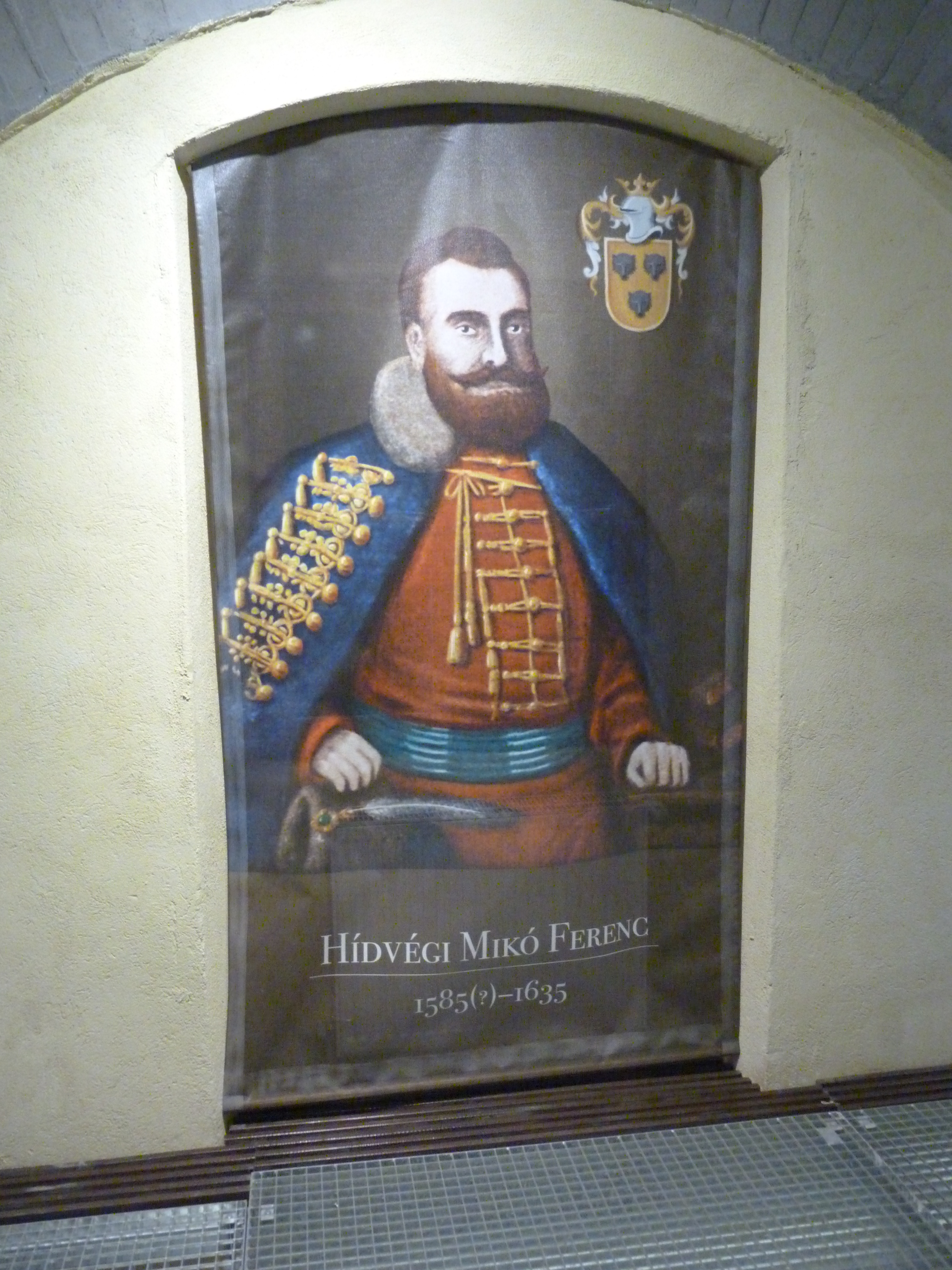
Galeria
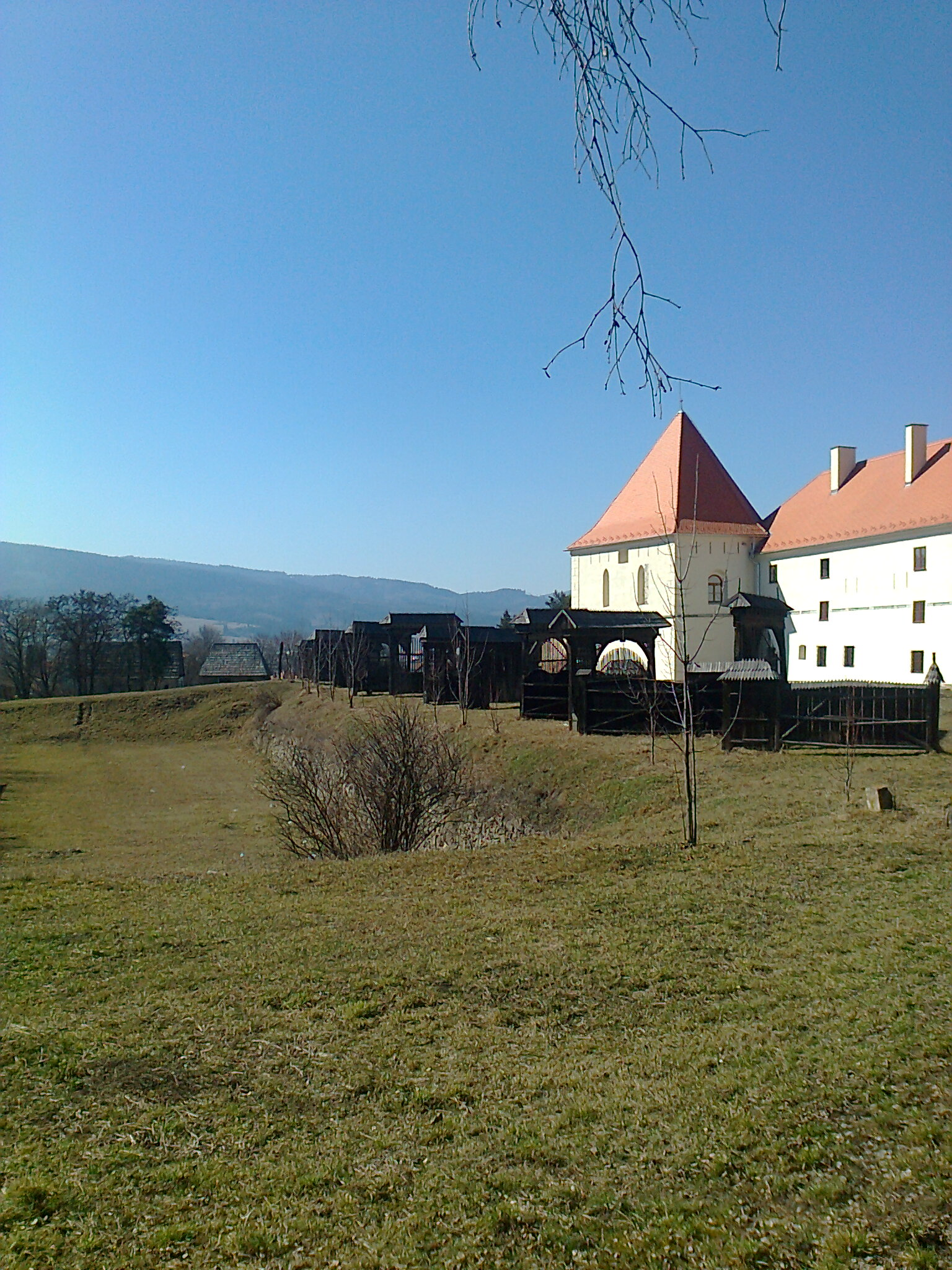
Exposició de portes de Szekler a prop del castell